# Nurlatskij rajon
Il Nurlatskij rajon (in russo Нурлатский район?, in tataro: Нурлат районы) è un municipal'nyj rajon della Repubblica Autonoma del Tatarstan, in Russia. Istituito il 10 agosto 1930, occupa una superficie di 2 309 chilometri quadrati, conta 53 200 abitanti ed è suddiviso in una città e 26 comuni rurali. Il centro amministrativo è la città di Nurlat. Il territorio copre il bacino del medio corso del fiume Bol'šoj Čeremšan e della Kondurča.